# Те-Харроу
Те-Харроу (англ. The Harrow; ирл. An Bráca) — деревня в Ирландии, находится в графстве Уэксфорд (провинция Ленстер) в пяти километрах восточнее Фернса.